# Copa América 2011 (calcio a 5)
La decima edizione della Copa América si è svolta dall'11 al 17 settembre 2011 a Buenos Aires presso l'impianto polisportivo sito nel Partido di Almirante Brown. La manifestazione è stata organizzata dalla CONMEBOL e dalla AFA che ne ha curato la logistica. A differenza delle edizioni precedenti il superamento del primo turno non comporta la qualificazione al Mondiale, che sarà assegnata tramite la disputa di un torneo di qualificazione.

## Formula
Rispetto all'edizione precedente il numero di partecipanti è sceso di una unità, a causa della rinuncia dell'Ecuador. 
Le nove selezioni partecipanti sono state distribuite in due gironi all'italiana formati rispettivamente da quattro e cinque squadre. Le selezioni classificatesi nelle prime due posizioni accedono alla fase successiva ad eliminazione diretta: la prima del girone A affronterà la seconda classificata del girone B e vice versa.

## Arbitri[1]
- Marcelo Bais
- Darío Santamaría
- Gean Telles
- Ronald Silva
- Francisco Correa
- Joel Ruíz
- Óscar Ortiz
- César Málaga
- Ricardo Sosa
- Manuel Benítez

## Girone A
| Squadra   | Pti | G | V | N | P | GF | GS | DR  |
| --------- | --- | - | - | - | - | -- | -- | --- |
| Brasile   | 7   | 3 | 2 | 1 | 0 | 24 | 5  | +19 |
| Argentina | 7   | 3 | 2 | 1 | 0 | 14 | 6  | +8  |
| Perù      | 3   | 3 | 1 | 0 | 2 | 6  | 16 | -10 |
| Cile      | 0   | 3 | 0 | 0 | 3 | 5  | 22 | -17 |

| Brasile   | 14-2 | Cile    |
| Argentina | 7-2  | Perù    |
| Brasile   | 8-1  | Perù    |
| Argentina | 5-2  | Cile    |
| Cile      | 1-3  | Perù    |
| Argentina | 2-2  | Brasile |

## Girone B
| Squadra   | Pti | G | V | N | P | GF | GS | DR  |
| --------- | --- | - | - | - | - | -- | -- | --- |
| Colombia  | 10  | 4 | 3 | 1 | 0 | 11 | 3  | +8  |
| Paraguay  | 9   | 4 | 3 | 0 | 1 | 12 | 7  | +5  |
| Uruguay   | 7   | 4 | 2 | 1 | 1 | 4  | 7  | -3  |
| Venezuela | 3   | 4 | 0 | 1 | 3 | 4  | 17 | -13 |
| Bolivia   | 0   | 4 | 0 | 0 | 4 | 3  | 10 | -7  |

| Bolivia   | 0-2 | Colombia  |
| Uruguay   | 0-1 | Paraguay  |
| Venezuela | 0-3 | Colombia  |
| Paraguay  | 3-2 | Bolivia   |
| Venezuela | 2-1 | Bolivia   |
| Uruguay   | 2-2 | Colombia  |
| Paraguay  | 7-1 | Venezuela |
| Uruguay   | 3-0 | Bolivia   |
| Uruguay   | 6-1 | Venezuela |
| Paraguay  | 1-4 | Colombia  |

## Semifinali
| Buenos Aires 16 settembre 2011, ore 18:00 UTC-3 | Brasile | 6 – 2 (3-1) | Paraguay | Polideportivo de Almirante Brown |

| Buenos Aires 16 settembre 2011, ore 20:00 UTC-3 | Argentina | 5 – 0 (2-0) | Colombia | Polideportivo de Almirante Brown |

## Finale 3º-4º posto
| Buenos Aires 17 settembre 2011, ore 14:00 UTC-3 | Paraguay | 3 – 1 (1-0) | Colombia | Polideportivo de Almirante Brown |

## Finale
| Arbitri: | Joel Ruiz Manuel Benítez |

|                  |           |                                                                      |
| Cuzzolino 9'31'’ | Marcatori | 7'34'’ Jé 11'46'’ Neto 17'47'’ Falcão 27'41'’ Rodrigo 38'31'’ Valdin |

## Campione
BRASILE
(9º titolo)